# Tórtoles de Esgueva
Tórtoles de Esgueva es una localidad y municipio situado en la provincia de Burgos, en la comunidad autónoma de Castilla y León (España).

## Geografía
Situado en el suroeste de la provincia de Burgos (Castilla y León), concretamente en el Valle del Esgueva (subcomarca de la Ribera del Duero). Se halla cerca de las localidades más pobladas de  Roa y  Aranda de Duero. Se encuentra a cinco kilómetros de Castrillo de Don Juan, aguas arriba del río Esgueva, y a unos 90 km al suroeste de Burgos capital. Al igual que numerosos pueblos de la zona, la mayoría de la población se dedica a la agricultura.
La localidad de Villovela de Esgueva es una pedanía de Tórtoles de Esgueva.

## Historia
Este lugar siempre estuvo bajo la jurisdicción de la abadesa del monasterio de Santa María la Real.

### SigloXIX
Así se describe a Tórtoles de Esgueva en la página 45 del tomo XV del Diccionario geográfico-estadístico-histórico de España y sus posesiones de Ultramar, obra impulsada por Pascual Madoz a mediados del siglo XIX:

TÓRTOLES

Villa con ayuntamiento en la provincia, audiencia territorial, capitanía general y diócesis de Burgos (12 leguas), partido judicial de Lerma (6).
Situada a la falda de la cordillera derecha, que forma el valle de Esgueva, con buena ventilación, cielo alegre y clima frío, pero sano, las enfermedades comunes son reumas, gastritis y fiebres intermitentes.
Tiene 178 casas; escuela de instrucción primaria dotada con 1.100 reales de vellón; una iglesia parroquial (San Esteban) servida por 3 beneficiados.
El término confina Cebico Navero y la Granja de San Pedro de la Yedra; E Torresandino; S Villovela y despoblado de Portillejo, y O Castrillo de Don Juan.
El terreno participa de monte y llano; le fertiliza el río Esgueva y otro arroyuelo que desagua en él; la parte montuosa está poblada de robles y mata baja; hay canteras de piedra de cal.
Los caminos son locales, y se hallan en mal estado. El correo se recibe de Roa.
Producciones: cereales, legumbres, cáñamo, miel y vino; cría ganado cabrío y lanar; caza mayor y menor, y pesca de anguilas y otros peces.
Industria: 7 batanes, un molino harinero, una fábrica de tintes de todos colores para bayetas y estameñas, y varios telares para mantas, sayales y lienzos de lino y cáñamo del país.
Población: 150 vecinos, 602 almas.

Capital productivo: 1.989.000 reales. Imponible: 187.341. Contribución: 17.946 reales 25 maravedíes.

## Demografía
Tórtoles de Esgueva cuenta con una población de 386 habitantes (INE 2024).
| Gráfica de evolución demográfica de Tórtoles de Esgueva entre 1842 y 2021 |
| |
| Población de derecho según los censos de población del INE. Población de hecho según los censos de población del INE.En estos censos se denominaba Tórtoles: 1842, 1857, 1860, 1877, 1887, 1897, 1900 y 1910. En estos censos se denominaba Tórtoles del Esgueva: 1920, 1930 y 1940. Entre el censo de 1981 y el anterior, crece el término del municipio porque incorpora a Villovela de Esgueva. |

## Patrimonio
- Monasterio de Santa María la Real de Tórtoles

El Monasterio de Santa María la Real establecido en la parte alta de la localidad, junto a las copiosas fuentes que sirvieron para regar sus huertas. De él queda el recinto sin uso religioso, pues las monjas se trasladaron a Aranda no hace muchos años. Hoy en día es propiedad particular, y en el edificio se ubican una residencia de ancianos y una quesería artesanal. El núcleo del edificio monacal, originario del siglo XII con sucesivas ampliaciones y compuesto por iglesia, capilla de los fundadores y sala capitular situados en torno al claustro, fue terminado de restaurar en 2008 y alberga la Posada Rural Monasterio Tórtoles de Esgueva.
- Iglesia parroquial de San Esteban Protomártir

A finales de la Edad Media se edificó la iglesia parroquial de San Esteban Protomártrir, adosada a un viejo torreón defensivo que se habilitó como campanario. Posee tres naves, cubiertas por bóvedas de crucería, en las que se diseñaron variados dibujos. Por el exterior carece de portada de interés, pero destaca la fachada meridional, con un rosetón. 
Atendiendo a otras riquezas artísticas, hemos de reseñar los retablos, sobre todo el mayor, renacentista, de talla y pinturas, y la pila bautismal románica, animada todo alrededor de su copa con sencillas arquerías de medio punto.
- Ermita de San Isidoro

La ermita de San Isidro, que amenazaba ruina, fue restaurada el año 1998 por la colaboración de las gentes y del ayuntamiento.

### Comunidad de regantes
Comunidad de Regantes “San Isidro”

### Parroquia
- Iglesia católica de San Esteban Protomártir en el arciprestazgo de Roa, diócesis de Burgos.[5] Dependen las localidades vecinas de Anguix, Olmedillo y Villovela.

## Vecinos ilustres
- Manuel Nieto Arroyo (1890-1936), sacerdote católico, asesinado por los milicianos en Cazalegas-Toledo la madrugada del 2-8-1936
- Heraclio Delgado Esteban (1903-1971), sacerdote católico, capellán de la División Azul